# Chúng ta không thuộc về nhau
"Chúng ta không thuộc về nhau" là bài hát được thu âm bởi nam ca sĩ kiêm sáng tác nhạc Sơn Tùng M-TP. Bài hát được sáng tác bởi chính Sơn Tùng với sự đồng hỗ trợ của nhà sản xuất Triple D. Bài hát đã được phát hành trực tuyến vào ngày 3 tháng 8 năm 2016. Đoạn video quảng bá cho clip nhạc chính thức được đưa lên YouTube vào ngày 26 tháng 7 năm 2016. Bài hát được ra mắt chính thức trong một buổi biểu diễn ca nhạc vào ngày 2 tháng 8 năm 2016. Video âm nhạc chính thức của ca khúc được đăng tải lên YouTube vào lúc 0h ngày 3 tháng 8 năm 2016 và bản audio chính thức cũng được phát hành trên hệ thống Nhaccuatui. Đây là ca khúc thứ 2 và cuối cùng được Sơn Tùng M-TP cho ra mắt trong năm 2016 và là ca khúc cuối cùng trước khi anh rời khỏi WePro Entertainment và ông "bầu" Nguyễn Quang Huy.
"Chúng ta không thuộc về nhau" mang phong cách tropical house. Ca khúc mang giai điệu bắt tai và "có những lời hát gây nghiện đã tạo nên một cơn sốt, hình thành một trào lưu mới mà bất kì ai cũng có thể thuộc và hát theo". Bài hát bị vướng phải nhiều tin đồn đạo nhạc, đặc biệt là với ca khúc "We Don't Talk Anymore" của ca sĩ người Mỹ Charlie Puth ở phần lặp âm và "Fire" của nhóm nhạc Hàn Quốc BTS ở phần rap.
Video âm nhạc của ca khúc đăng tải trên YouTube đã thu hút được hơn 100 triệu lượt xem trong khi bản audio chính thức thu hút được gần 35 triệu lượt nghe sau 6 tháng phát hành, giúp ca khúc trở thành một trong những bài hát Việt thu hút được nhiều sự chú ý nhất trong năm 2016.
Bài hát đã được chọn làm đĩa đơn quảng bá từ album tuyển tập đầu tiên của Tùng, m-tp M-TP (2017).

## Bối cảnh và phát hành
Sau khi ra mắt dự án Âm thầm bên em, Sơn Tùng đã thắng giải Ca sĩ của năm tại Lễ trao giải thưởng Âm nhạc Cống hiến lần thứ 11. Sau nửa năm im hơi lặng tiếng, Sơn Tùng M-TP đã nhiều lần nhắc về sự quay trở lại cũng như dự án mới của mình. Theo những chia sẻ tại đêm nhạc mừng sinh nhật của anh, dự án mới này sẽ mang lại cho người hâm mộ một hình ảnh hoàn toàn mới, độc đáo mà chính Sơn Tùng gọi là "một phong cách điên loạn": "Tùng đã suy nghĩ rất nhiều và hỏi ý kiến mọi người cho ca khúc mới. Anh Quang Huy bảo em cứ viết như đúng cảm xúc, con người của em. Ngày xưa mình sáng tác vô tư lắm, không phải suy nghĩ nhiều, mỗi khi có ý tưởng mới lại nhảy nhót trong phòng thu như một thằng điên". Bài hát đã được anh sáng tác và thu âm trong hai tháng cũng như giành đến năm lần mới đạt mức hài lòng.
Ngày 26 tháng 7 năm 2015, Sơn Tùng M-TP đã tổ chức một buổi họp báo để công bố dự án âm nhạc mới mang tên Chúng ta không thuộc về nhau của anh. Anh cùng Giám đốc Quang Huy và đội ngũ của họ đã công bố đêm nhạc ra mắt bài hát tại Nhà Văn hóa Thanh Niên Thành phố Hồ Chí Minh cũng như ra mắt bản thu và video âm nhạc sau buổi diễn. Trong chương trình, anh chỉ sẽ trình diễn Chúng ta không thuộc về nhau cũng như phát 5000 vé mời miễn phí tới khán giả. Dự án này được công bố đúng một năm kể từ khi Âm thầm bên em được ra mắt. "Ngày ấy, có rất nhiều nỗi lo lắng như chất lượng âm thanh, đường truyền mạng thế nào, Sơn Tùng M-TP hát live có ổn không. May mắn là mọi thứ diễn ra suôn sẻ. Chúng tôi tự hào là những người dẫn đầu xu hướng và hy vọng lần này cũng vậy", Quang Huy nói. Ngoài ra, Quang Huy cho rằng anh và công ty muốn mạnh dạn thực hiện "những lần đầu tiên" tại Việt Nam mà bản thân Sơn Tùng và các ca sĩ khác chưa từng thử. Trong khi đó, Sơn Tùng cho rằng đêm nhạc là cách anh "thể hiện sự trân trọng [của mình] đến khán giả", cùng việc chắc chắn về chất lượng âm thanh "chỉn chu nhất" và một sân khấu "dàn dựng chuyên nghiệp." Anh chia sẻ rằng đây là ca khúc khiến anh tốn khá nhiều thời gian và tâm huyết. Anh cũng tiết lộ rằng, anh cũng đã phải tranh cãi với quản lý Quang Huy về việc giữa nguyên tựa đề của bài hát và "mong muốn tìm kiếm sự mới mẻ, đột phá trong âm nhạc để không phụ lòng mong mỏi của khán giả."
Chiều ngày hôm 26 tháng 7 năm 2015, một trailer 30 giây về ca khúc mới đã được Sơn Tùng M-TP trình làng. Đồng thời đó cũng là Teaser có lượt views cao nhất tại Việt Nam vào thời điểm đó.

## Video âm nhạc

Sơn Tùng M-TP hoá trang thành một vị bác sĩ trong Video âm nhạc chính thức

Vào lúc 00:00 ngày 3 tháng 8 năm 2016, ca sĩ Sơn Tùng M-TP chính thức cho ra mắt video Âm nhạc "Chúng ta không thuộc về nhau" trên YouTube. Theo chia sẻ của chính Sơn Tùng, trong video âm nhạc này, anh hóa thành một bác sĩ kỳ dị. Vị bác sĩ nay mang trong mình ước muốn chế tạo ra một loạt phụ nữ dành cho mình. Nhưng cứ hết lần này đến lần khác, những cô gái được anh tạo ra đến rồi lại ra đi vì thất bại. Vị bác sĩ nhận ra tình yêu anh dành cho họ chỉ là sự áp đặt, ích kỷ và độc đoán. Anh biết rằng sau cùng bản thân không thể phá bỏ mọi quy luật của cuộc sống. Tất cả những gì tưởng có được cũng đều mất đi, kể cả các cô gái và tình yêu của anh. Để thực hiện video âm nhạc này, Sơn Tùng M-TP đã cho mời 4 người mẫu nước ngoài, đó là: Polina (Nga), Mashka (Ukraina), Aleksandra (Ba Lan), còn Ady tuy đến từ Cuba nhưng lại đang sinh sống và làm việc ở Việt Nam.

### Tiếp nhận
Sau khi ra mắt, MV Chúng ta không thuộc về nhau đã đạt hơn 300 nghìn lượt xem trong vài giờ và video đã cán mốc 3 triệu lượt xem trên YouTube sau 24 giờ, đánh bại kỷ lục trước đó của Sơn Tùng khi thu hút 2 triệu lượt xem sau một ngày với video Chắc ai đó sẽ về. Tiếp đó đạt gần 50 triệu lượt xem trong vòng 1 tháng.
Tính đến tháng 1 năm 2017, tức là khoảng 5 tháng sau khi ra mắt, video âm nhạc của ca khúc đã thu hút hơn 95 triệu lượt xem trên YouTube và là video V-Pop có số lượt xem lớn thứ 3 trên YouTube sau Bống bống bang bang của nhóm 365 và Vợ người ta của Phan Mạnh Quỳnh. Tuy nhiên, cùng với số lượng lượt xem khổng lồ, đây cũng là video âm nhạc có lượt dislike cao nhất của V-Pop trong năm 2016. Trong danh sách 50 video âm nhạc có lượng dislike lớn nhất trên YouTube trong năm 2016, "Chúng ta không thuộc về nhau" đã đứng ở vị trí 11. Ngoài ra, với hơn 100.000 lượt tìm kiếm, từ khóa "Chúng ta không thuộc về nhau" vươn lên trở thành từ khóa hàng đầu, được tìm kiếm nhiều nhất tại Việt Nam chỉ trong vòng một ngày sau khi ra mắt. Và nó đứng ở vị trí đầu tiên top Top 10 Bài hát được tìm kiếm nhiều nhất tại Việt Nam trên Google năm 2016. Còn tại mục Tìm kiếm nổi bật, bài hát này xếp ở vị trí thứ 3.
Nhận được sự quan tâm đông đảo từ giới trẻ, nhiều bản cover của ca khúc hay nhiều clip chế đã được phát hành trên YouTube hay Facebook. Cuối tháng 9 năm 2016, một clip Phó Tổng Giám đốc Tập đoàn Viễn thông Quân đội Viettel Lê Đăng Dũng thể hiện ca khúc này được chia sẻ rộng rãi trên mạng, khiến nhiều người tỏ ra thích thú.

## Tranh cãi
Ngay sau khi ca khúc Chúng ta không thuộc về nhau ra mắt, rất nhiều người đã cho rằng Sơn Tùng M-TP đạo nhạc ca khúc We Don't Talk Anymore của Charlie Puth và Selena Gomez. Tranh cãi này khiến cả Dj Heyder – chủ nhân của We Don’t Talk Anymore bản remix – lên tiếng tố cáo Sơn Tùng M-TP trên trang Facebook cá nhân của mình. Nếu so sánh với ca khúc We Don't Talk Anymore, Chúng ta không thuộc về nhau có sự tương đồng về vòng hoà âm cũng như thể loại Tropical house với tiết tấu nhẹ nhàng, vui tươi và đây chính là hai điểm lớn nhất khiến ca khúc bị nhiều người chỉ trích và lên án. Ngoài ra, ca khúc cũng đã được Vlogger người Mỹ Reaction Time (hơn 4 triệu lượt đăng ký trên YouTube) so sánh với ca khúc "We Don't Talk Anymore" trên một video của anh.
Trước khi ra mắt video chính thức, đoạn teaser 30 giây đã bị chỉ trích bởi những hình ảnh tương đồng với các hình ảnh của Big Bang. Trong đó, cách xử lý nhịp rap, nhấn nhá bị cho là tương tự với phần rap trong Fire của nhóm nhạc Hàn Quốc BTS. Trong khi đó, các trích đoạn từ video âm nhạc của bài hát lại bị đem ra so sánh với các video K-pop khác gồm: "Monster của EXO, Crayon, That XX, One of a Kind của G-Dragon và Why của Taeyeon.

## Vinh danh
Tại lễ trao giải "WebTVAsia Awards 2016", giải thưởng tôn vinh những nhà sáng tạo nội dung trực tuyến hàng đầu châu Á, diễn ra tại Hàn Quốc, ca khúc "Chúng ta không thuộc về nhau" đã được đề cử ở hai hạng mục và đã giật giải ở hạng mục "Most Popular Video 2016". Trong Giải Mai Vàng lần thứ 22 - 2016, ca khúc này đã đưa Sơn Tùng M-TP vào đề cử hạng mục "Nam ca sĩ hát nhạc nhẹ".

## Trình diễn trực tiếp
Vào đêm ngày 2 tháng 8 năm 2016, Sơn Tùng M-TP đã tổ chức một buổi biểu diễn ra mắt ca khúc mới của mình dưới sự chứng kiến của hơn 5000 người hâm mộ tại Nhà Văn hóa Thanh Niên Thành phố Hồ Chí Minh dưới trời mưa. Buổi trình diễn ra mắt này được Sơn Tùng M-TP truyền hình trực tiếp trên trang YouTube của mình và thu hút hơn 2 vạn người theo dõi trực tuyến. Tại buổi trình diễn này, trong khi giao lưu với khán giả, anh có bày tỏ mong fan "ái mộ anh đến già".
Vào tối ngày 3 tháng 9, Sơn Tùng đã trình diễn ca khúc tại đêm chung kết của Gương mặt Thương hiệu 2016 cùng một phần rap mới mang tên "Anh cô đơn quá" được thêm vào đoạn mở đầu. Tuy nhiên, cộng đồng mạng đã chỉ trích việc anh hát đệm lên phần bè có sẳn xuyên suốt bài hát, đồng thời chỉ ra chiếc áo khoác của anh đã từng được G-Dragon mặc trong MV "Crooked" ra mắt năm 2013 và đưa ra những điểm tương đồng giữa phần rap mở đầu với phần rap của CL trong "The Baddest Female".
Tại đêm nhạc ngày 27 tháng 12 năm 2016 tại Hà Nội, danh ca Tuấn Ngọc đã khiến dư luận bất ngờ khi song ca ca khúc "Chúng ta không thuộc về nhau" cùng Sơn Tùng M-TP. Clip song ca của hai người nhanh chóng được truyền tải trên mạng xã hội và nhận được nhiều ý kiến khen chê khác nhau từ cộng đồng mạng.

## Trong văn hóa đại chúng
Tại Đại hội Thể thao Đông Nam Á 2017, khi VĐV Dương Thúy Vi đoạt tấm huy chương vàng của môn wushu, BTC đã bật ca khúc Chúng ta không thuộc về nhau để chúc mừng đoàn thể thao Việt Nam. Marij Mung, đại diện ban tổ chức cụm thi wushu cho biết trước kỳ SEA Games, nước chủ nhà chọn một số bài hát của các nước tham gia đại hội để bật khi vận động viên của đất nước đó đoạt huy chương vàng. Ông quyết định chọn nhạc của Sơn Tùng M-TP với lí do "tất cả MV của cậu ấy đều có lượt xem rất cao. Âm nhạc sôi động, hình ảnh đẹp, và rất nhiều người tìm kiếm Sơn Tùng M-TP trên Google". Ca khúc cũng được bật trong một buổi thi bóng nước của đại hội, một môn không có không có người Việt Nam tham gia dự thi. Chia sẻ về cảm xúc của mình, Sơn Tùng nói: "Âm nhạc cũng như thể thao, không có khoảng cách về giới hạn không gian, thời gian, văn hóa… nó giúp cho tất cả mọi người kết nối với nhau dễ dàng hơn. Đối với ca sĩ, sẽ không có hạnh phúc nào bằng các sản phẩm âm nhạc của mình được đón nhận tại quốc tế. Sản phẩm sau, Tùng phải làm tốt hơn sản phẩm trước để luôn tạo nên điều thú vị cho khán giả. Tùng không sợ áp lực vì áp lực giúp Tùng trở nên trưởng thành hơn từng ngày trong âm nhạc và cuộc sống.

## Đội ngũ thực hiện
Đội ngũ tham gia sản xuất ca khúc "Chúng ta không thuộc về nhau" dựa trên phần ghi chú của video âm nhạc trên YouTube.
- Sơn Tùng M-TP – hát chính, người viết bài hát, hát bè
- Triple D – hòa âm phối khí
- Đinh Hà Uyên Thư – đạo diễn
- Đỗ Bá Tỵ – họa sĩ thiết kế
- Tùng Bùi – giám đốc hình ảnh
- Mr. Blue – hậu kỳ
- Nguyễn Quang Huy – giám đốc sản xuất